# Markus Breuss

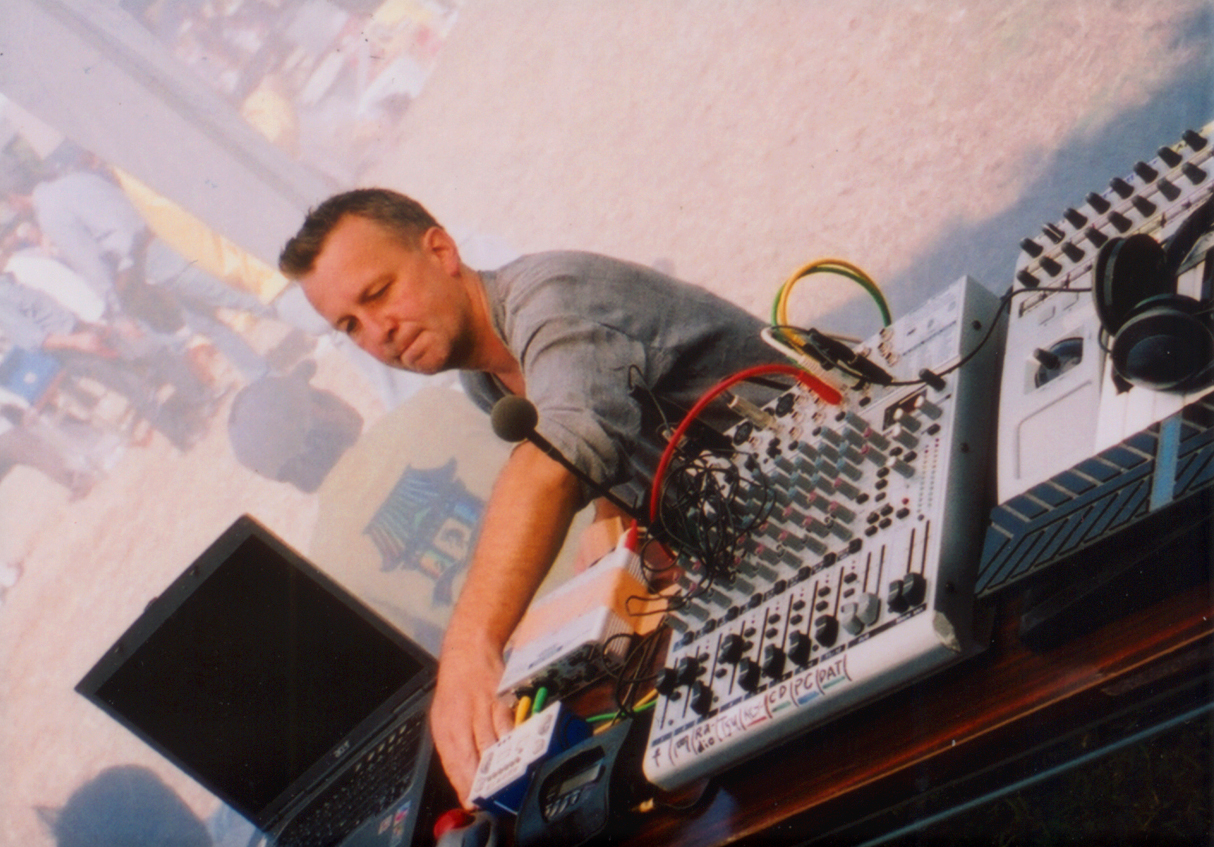
Markus Breuss actuando en Yokohama (Japón) en 2005.

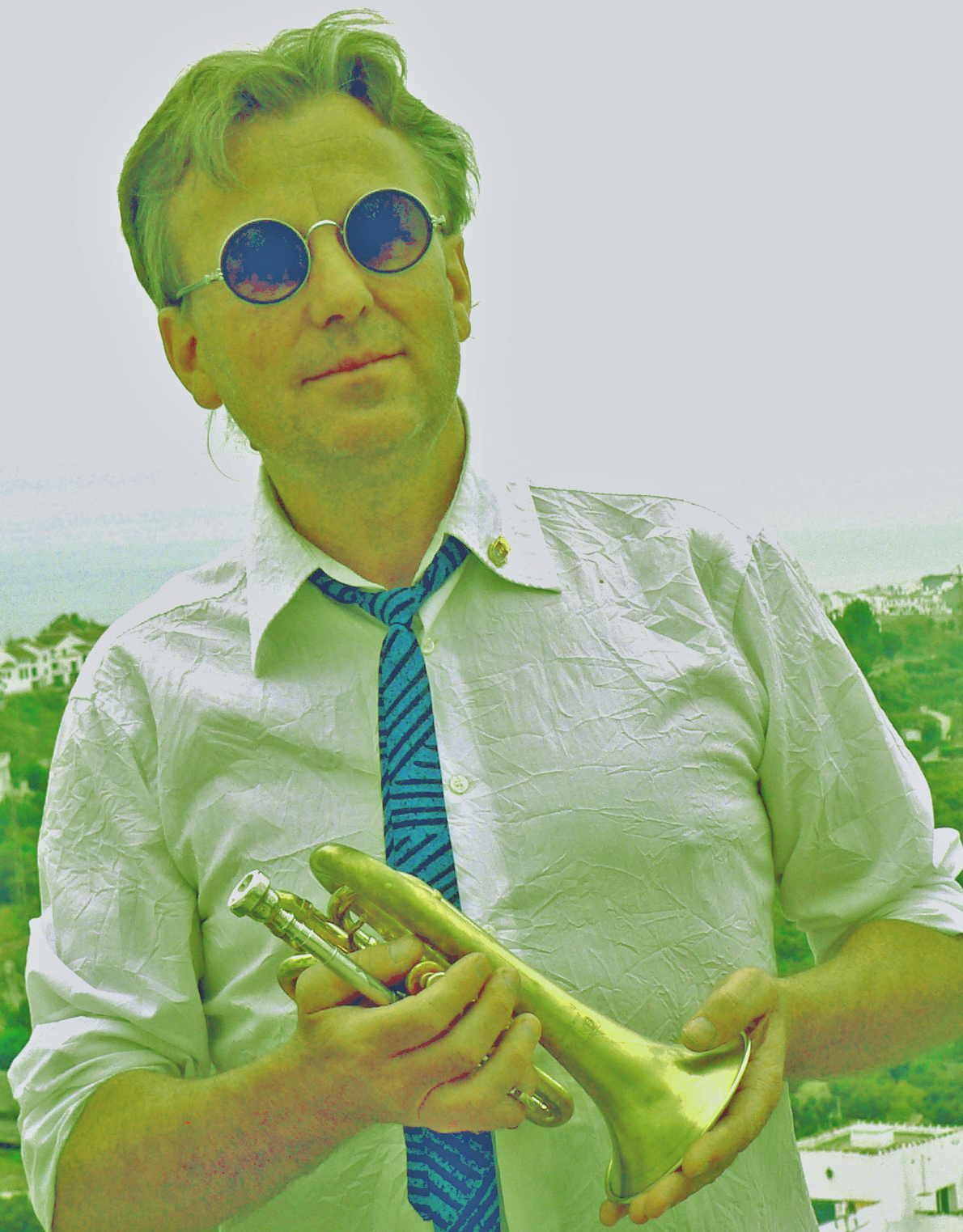
Markus Breuss en 2015.

Markus Alfred Breuss (Altstätten, Suiza, 22 de noviembre de 1956)) es un compositor y trompetista suizo de música contemporánea y jazz. Encuadrado en la vanguardia, ha frecuentado la mayor parte de los estilos surgidos a continuación del serialismo, especialmente el free jazz y la música electroacústica, con frecuentes aproximaciones a la Improvisación libre.
Sus primeras influencias fueron las de Sun Ra, Alban Berg, Karlheinz Stockhausen y Don Cherry.

## Reseña biográfica
Figura emblemática de la libertad creativa, Breuss ha combinado en su música las más remotas influencias con una revisión drástica de la música popular a partir de la electrónica, el collage y las composiciones de cámara. Su estilo ecléctico y su interés por la música oriental lo convierten en uno de los compositores y multinstrumentistas más singulares del panorama musical europeo. 
Breuss ha colaborado, entre otros, con Llorenç Barber, Fátima Miranda (Taller de Música Mundana), Malcom Goldstein y Christian Marclay y es el (co)fundador de los grupos Clónicos, OCQ (con Valentín Álvarez), Faktor Bossar (con Tsukiko Amakawa), Slesh, FUNKON y Sextant (con Oktafish Vylon).
Como improvisador, destacan sus trabajos con Scorecrackers (con Pedro Lopez) y Kalimpong Trio. Es miembro de la Orquesta FOCO, que ha colaborado con Fred Frith y William Parker entre otros. 
Ha estrenado obras en lugares como Auditorio Nacional y Museo Reina Sofía (Madrid), New Jazz Festival Moers (Alemania), Airegin Jazz Club (Yokohama/Japón), MACBA (Museo de Arte Contemporánea de Barcelona) y Fundación Juan Miró (Barcelona), Festival Internacional de Jazz de Copenhague (Dinamarca), o en el Internationales Theaterfestival Salzburg (Austria).
Como trompetista ha colaborado, en conciertos y grabaciones, con múltiples grupos del panorama pop y rock español, desde Pekenikes hasta Esclarecidos, Lions in Love, Dead Capo o Paco Clavel. 
Es autor de cerca de un centenar de obras, entre las que se incluyen piezas de música electroacústica y de cámara.
Para la celebración de los 700 años de la confederación Suiza (1991), le encargaron una performance que hizo con el pintor suizo Daniel Garbade en Madrid.
En 1986 obtuvo el Primer Premio de la Muestra de Jazz Madrileño con el grupo O.C.Q, en 1990 el Primer Premio del concurso Roland/Rock de Lux con Clónicos y en 2012 fue ganador del XIX Concurso de Creación Radiofónica INAEM-Radio Clásica 2012.
Markus Breuss vive y trabaja en España desde hace años.

## Selección discográfica
· 1985: Clónicos - Aspetti Diversi (Linterna Música)
· 1986: OCQ – OCQ (Linterna Música)
· 1987: Clónicos - Figuras Españolas (Grabaciones Accidentales)
· 1988: OCQ – Metalógica (Linterna Música)
· 1990: Clónicos – Copa de Veneno (Ediciones Cúbicas)
· 1992: Desnudo (Hyades Arts)
· 1995: Clónicos – Esquizodelia (Triquinoise)
· 1997: Scorecrackers – Eating Flowers (Por Caridad Producciones)
· 1999: Awake Hu (CEDI-LE)
· 2003: 7 p.m. Eastern Wartime (Doronko Records)
· 2005: Faktor Bossar – Days of Cries and Poses (Doronko Records)

## Conferencias y Talleres
· 1984: El Jazz y las últimas Tendencias en la Música Popular (Universidad Complutense – Madrid)
· 1995: Senderos para el 2000 (Círculo de Bellas Artes – Madrid)
· 2002: Conferencia Sonora (Festival León-Gaudi, León)
· 2006: Las vanguardias del Jazz en relación con las nuevas tendencias en la música contemporánea (Universidad Carlos VI – Madrid)

## Prensa
El crítico de El País E. Moltó describió en 2012 a Breuss como «una figura emblemática de la libertad creativa» que «ha combinado en su música las más remotas influencias con una revisión drástica de la música popular a partir de la electrónica, el collage y las composiciones de cámara» y asegura que «su estilo ecléctico y su interés por la música oriental le convierten en uno de los compositores y multi-instrumentistas más singulares del panorama musical europeo».
“Markus Breuss, director de Clónicos, la más acendrada formación de la vanguardia madrileña, nos dejo literalmente alucinados con una colección de sonidos inopinados.” (Karles Torra - LA VANGUARDIA)
"Un Consejo de Doña Variedad..." (José Ramón Rubio - EL PAÍS)
"Realmente, un recital modélico y sin concesiones, de los que abundan poco," (Miguel Jurado - EL PAÍS)
"Markus Breuss, autre 'bricoleur' genial qui use de la trompette de poche et du didjeridoo... Une approche autre et raisonnablement moderne du son." (Philippe Renaud - IMPRO JAZZ)
“A Markus Breuss se le ha calificado alguna vez como una mezcla entre Pink Floyd y Stockhausen” (J.M. Nativa - EL PAÍS)